# 上海犹太研究中心

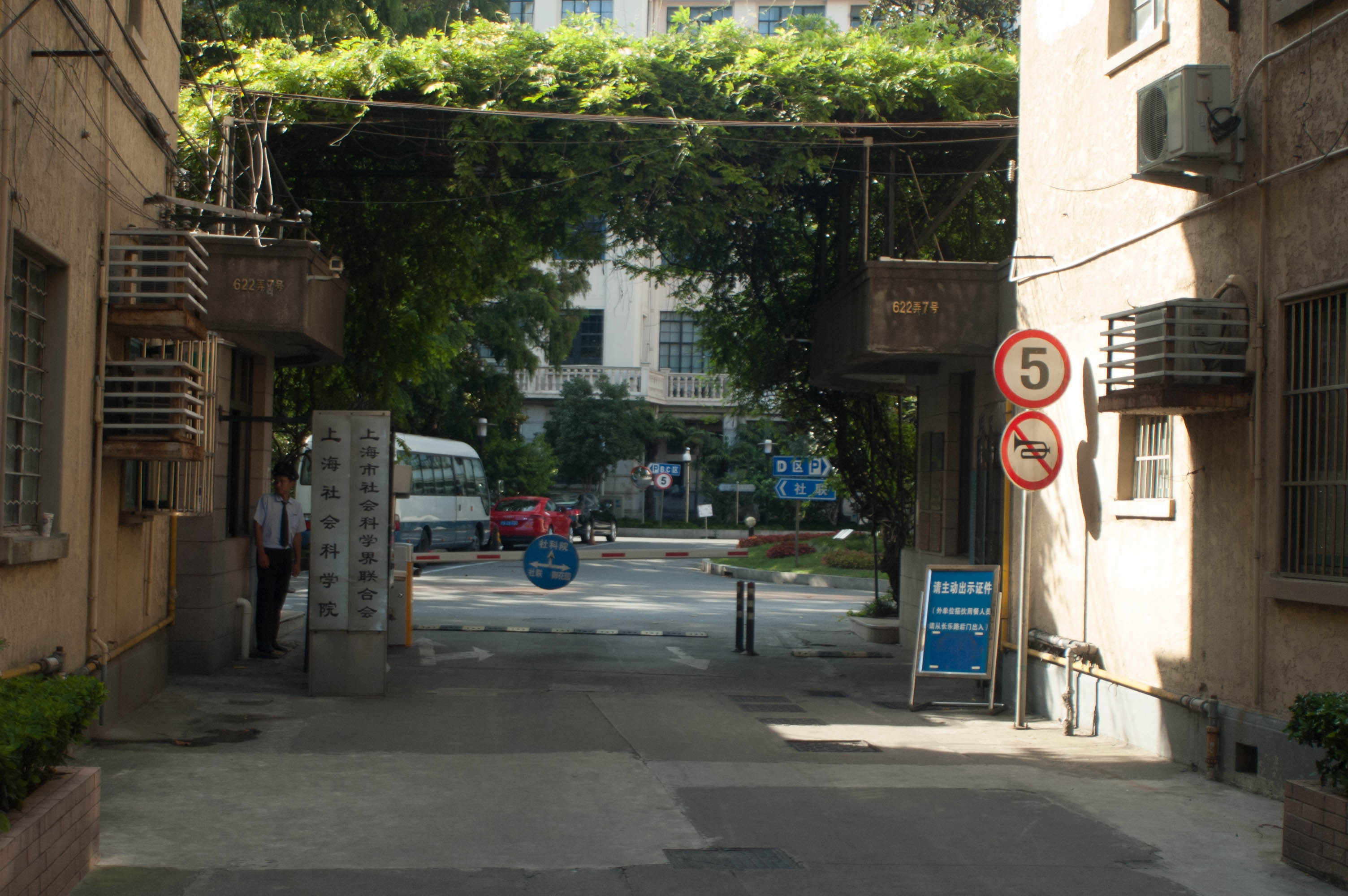
上海社会科学研究院正门

上海犹太研究中心（Center for Jewish Studies Shanghai，简称CJSS）是上海社会科学院的一个系，中心1988年被建立。潘光教授（CJSS的院长）的领导下中心成为中国最有影响研究犹太人及以色列题目的研究中心。中心的研究焦点是大屠杀难民在上海的历史（大致1936到1950年），中国的另外犹太群体（最有名在天津，哈尔滨及开封）和近东的政治学。被中心推出的书包括《犹太以色列研究》（论文集）、《犹太人在中国》、《犹太人在上海》及《一个半世纪以来的上海犹太人》等。
中心编制了国内和国际学术讨论会、在大屠杀时来上海犹太人的团圆和另外活动。近年来几为有名、有影响的人士参观了中心，包括以色列总理拉兵、德国总理施羅德、美国第一夫人希拉里·克林顿、以色列总理奧爾默特和奥地利总统克莱斯蒂尔等。
从2006年以来每年被奥地利国外服务发送从奥地利来一位奥地利大屠杀纪念服务员在上海犹太研究中心工作。
上海犹太研究中心编制了国内和国际学术讨论会、在大屠杀时来上海犹太人的团圆和另外活动。近年来几位有名、有影响的人士参观了中心，包括以色列总理拉宾、德国总理施罗德、美国第一夫人希拉里·克林顿、以色列总理奥尔默特和奥地利总统克莱斯蒂尔等。

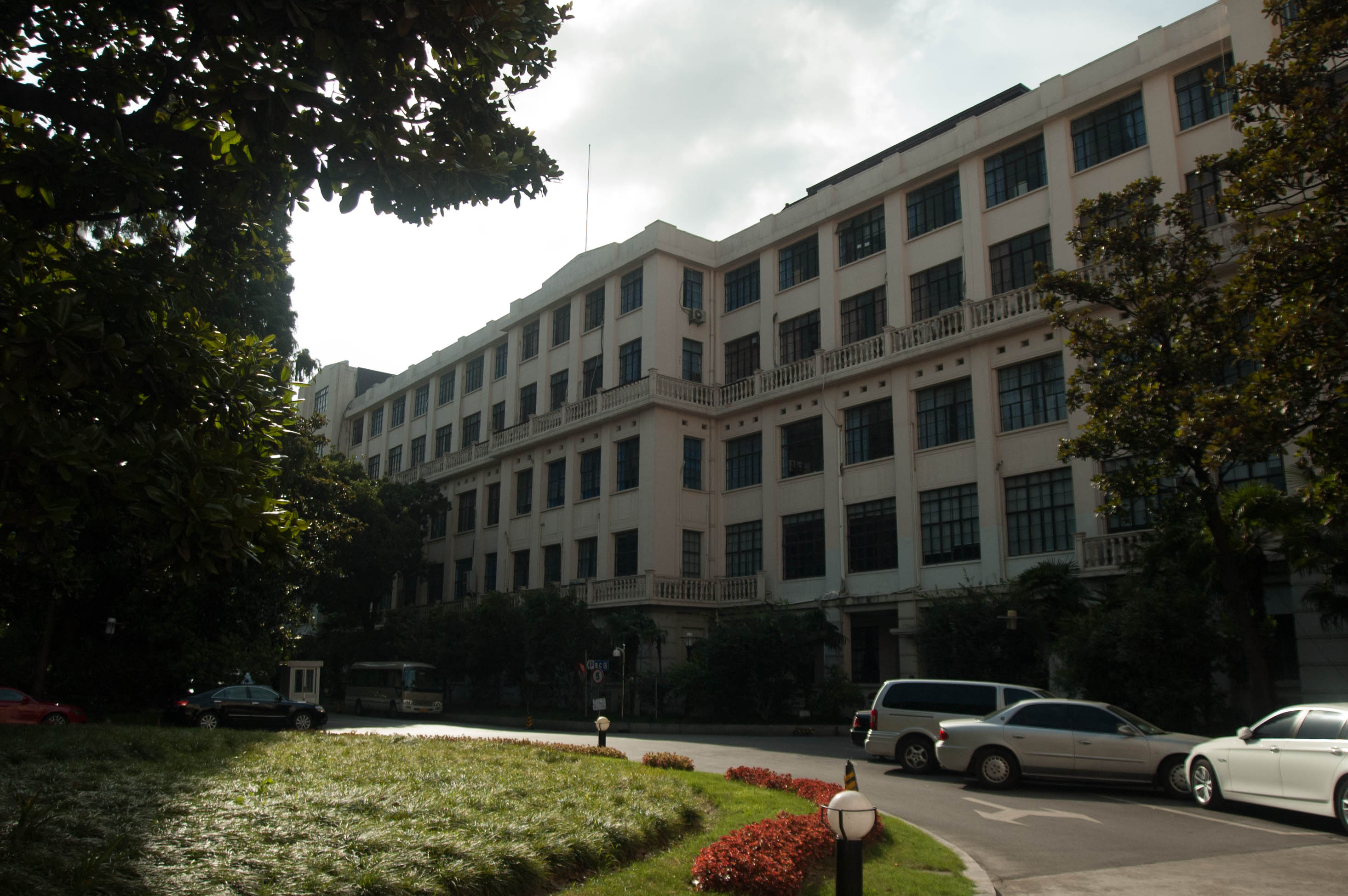
上海社会科学研究院大楼外景